# Catacumba de Domitila

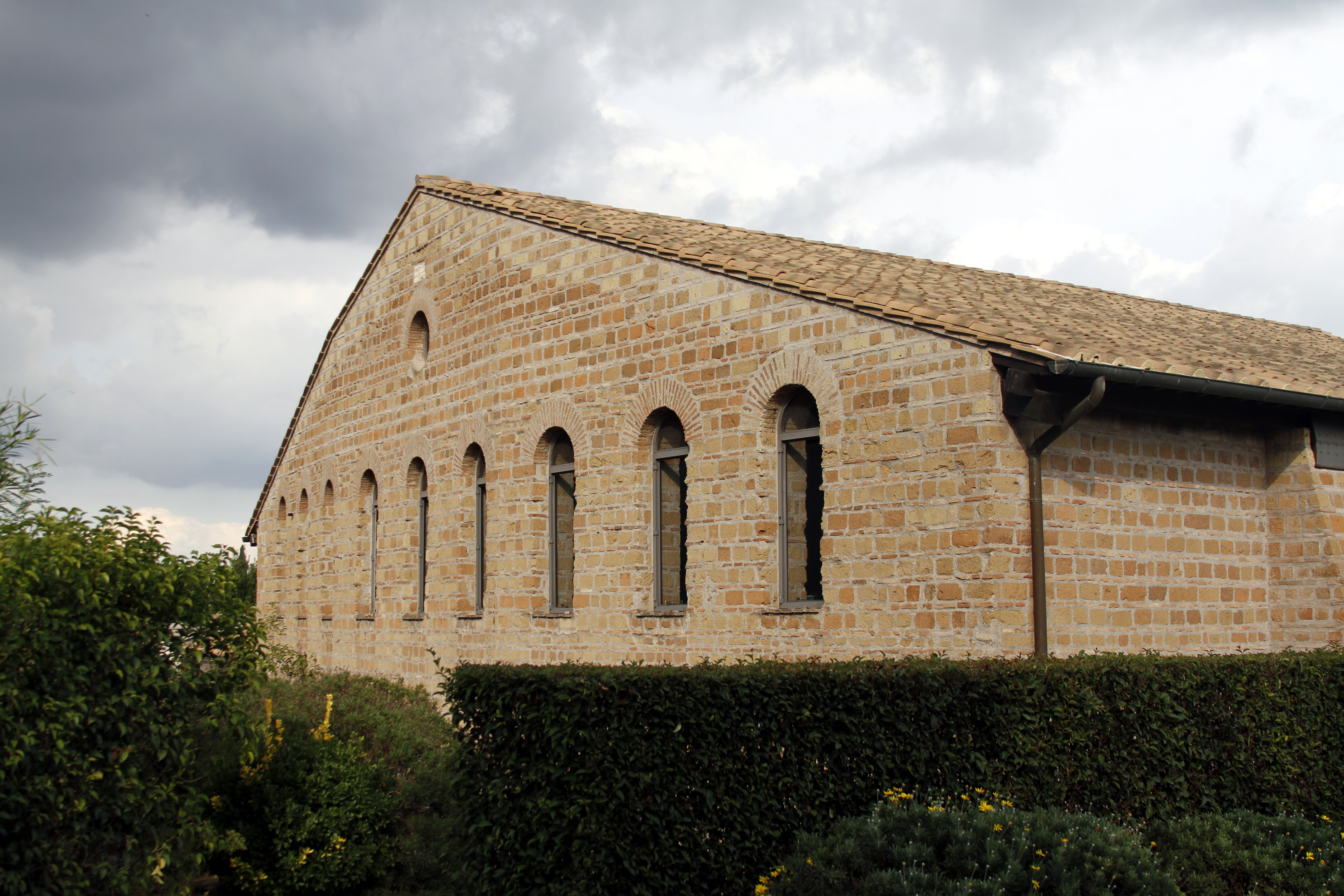
Vista da estrutura acima das catacumbas.

Catacumba de Domitila é uma catacumba romana localizada na Via Ardeatina e na Via delle Sette Chiese (nº 282), perto da Catacumba de Calisto, no moderno quartiere Ardeatino de Roma. No início de 2009, a pedido do Vaticano, os Missionários do Verbo Divino, uma sociedade de padres e irmãos católicos, assumiu a responsabilidade de administrar o local.

## Topônimo

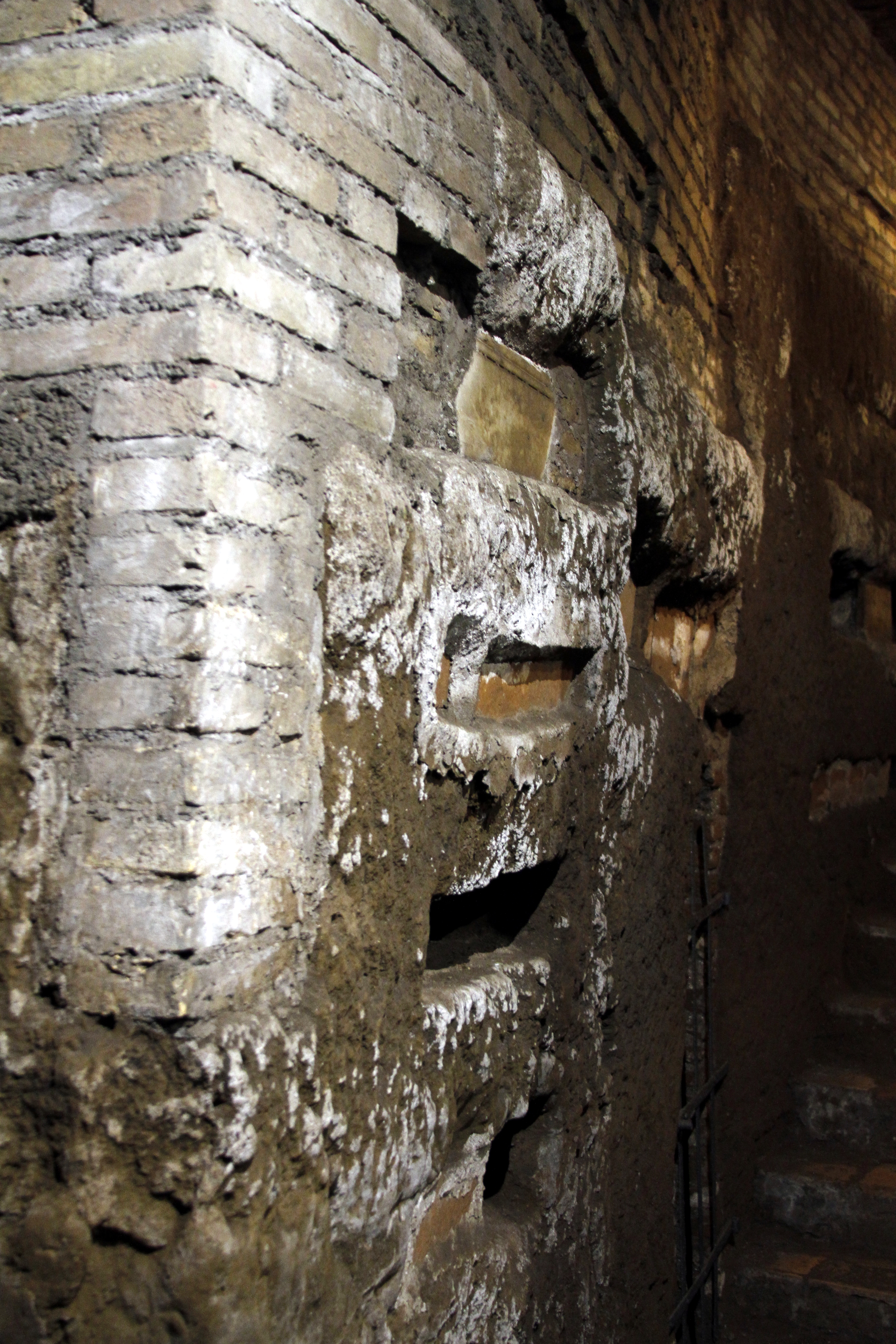
Alguns lóculos ainda não abertos na catacumba.

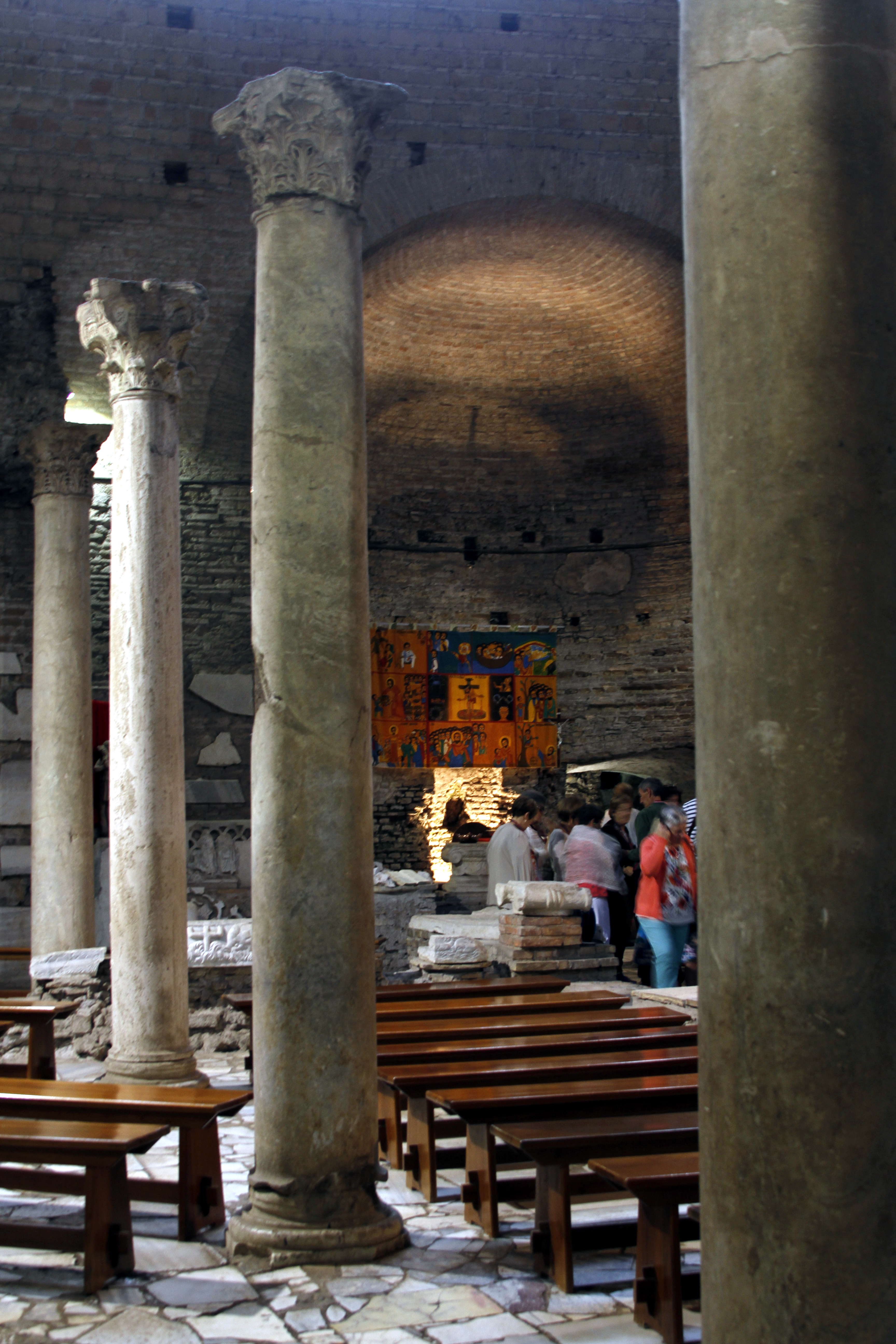
Santuário subterrâneo dos santos Nereu e Aquileu.

Esta catacumba está localizada no antigo praedium Domitillae, atestado nas fontes literárias antigas e em descobertas epigráficas. Na família dos Flávios, no século I, existiam duas figuras femininas com o nome de "Flávia Domitila" e que podem ser a mesma pessoa: a primeira, conhecida como Flávia Domitila Menor, era a proprietária do edifício já citado e era esposa do cônsul de 95, Flávio Clemente e Flávia Domitila, neta do mesmo cônsul e venerada como mártir no século IV.
A catacumba provavelmente deve seu nome a uma das duas (ou da mesma pessoa incorretamente identificada).

## Mártires
No índice dos antigos cemitérios cristãos de Roma (Index Coemeteriorum Vetus), esta catacumba foi chamada de "Cymiterium Domitillae, Nerei et Achillei ad sanctam Petronellam via Ardeatina". No final da Antiguidade, a catacumba era conhecida como o local de sepultamento dos mártires Nereu e Aquileu, cuja "paixão", que remonta ao século V ou VI, apesar de fantasiosa em muitos aspectos, é precisa e detalhada na descrição da sepultura dos dois num terreno de propriedade de Domitila na Via Ardeatina. Uma outra citação está na Notitia Ecclesiarum Urbis Romae, um guia para peregrinos do século VII, fala dela nos seguintes termos:
| “ | E tu abandona a Via Ápia e chega à Ardeatina [...] Depois desce por uma escada até os santos mártires Nereu e Aquileu | ” |
|   | — Citação em De Santis – Biamonte, p. 72.                                                                             |   |

Estas indicações literárias foram confirmadas por escavações arqueológicas. A tradição afirma ainda a existência, no cemitério da Via Ardeatina, do culto a Santa Petronila, conhecida como filha do apóstolo São Pedro. A origem deste parentesco incorreto nasceu provavelmente de uma derivação popular do nome "Petronella" do radical "Petrus" e não de "Petrônio", como seria de se esperar. Este culto é atestado, do ponto de vista arqueológico, por um afresco conhecido como "da matrona Veneranda".

## História
Escavações arqueológicas conduzidas no século XX permitiram a descoberta, no subsolo, de monumentos funerários que remontam ao final da época republicana (século I a.C.). O cemitério na superfície voltou a crescer no final do período imperial (séculos IV e V), pois membros de famílias nobres cristãs desejavam ser enterrados perto das relíquias dos mártires. Este cemitério ao ar livre era composto vários tipos de sepulturas, incluindo túmulos, columbários e mausoléus.
O cemitério subterrâneo, por outro lado, se desenvolveu nos séculos II e III, inicialmente como vários núcleos funerários distintos que depois foram reunidos numa grande catacumba. Com a transformação em santuário por obra do papa Dâmaso I, o cemitério se transformou num ponto de peregrinação e devoção até que, por causa da insegurança da região suburbana, no século IX, o papa Leão III decidiu transladar as relíquias para o interior da Muralha Aureliana, o que levou à construção da igreja de Santi Nereo e Achilleo. Abandonada e esquecida, a catacumba foi redescoberta por Antonio Bosio no final do século XVI e estudada por Giovanni Battista de Rossi na metade do século XIX.
Neste local foi firmada, em 1965, poucos dias antes do final do Concílio Vaticano II, o Pacto das Catacumbas.

## Topografia e descrição
A catacumba se desenvolve primordialmente em dois pisos, apesar de, em algumas regiões, terem sido escavados um terceiro e um quarto. Há sete regiões distintas identificadas, todas do período pré-constantiniana. Da atual entrada do cemitério se chega à basílica dedicada a Nereu e Aquileu, que, a partir de descobertas epigráficas, foi datada entre 390 e 395; a sua construção levou ao abandono de algumas galerias e ao enfraquecimento dos monumentos funerários preexistentes. Na zona da abside foram descobertas os restos do cibório construído sobre o túmulo dos mártires e constituído por restos de duas pequenas colunas; em particular, aquela dedicada a Aquileu (em latim: Acilleus) preservou ainda intacta a cena do martírio, esculpida no mármore, que retrata um personagem vestido com roupas militares que está prestes a decapitar outra pessoa vestida com uma longa túnica; no fundo vemos uma coroa de louros, símbolo do martírio.

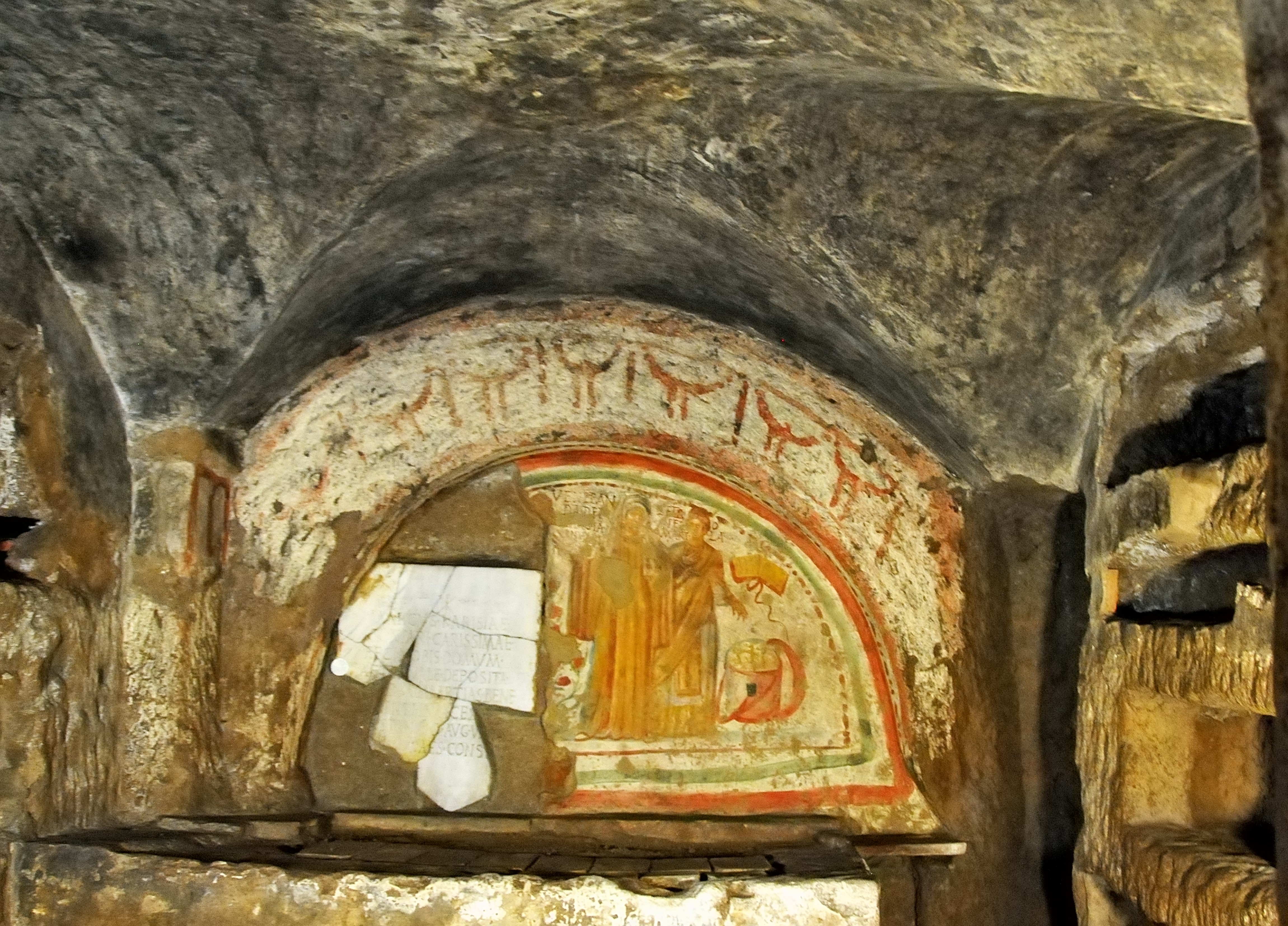
Um dos arcossólios decorados na catacumba.

Atrás da basílica foi construída, no século IV, uma nova região cemiterial rica em túmulos por causa da proximidade do santuário dos mártires. Ali está o "Arcossólio da Matrona Veneranda", com a pintura que retrata uma matrona sendo recebida no Paraíso pela mártir Petronila, reconhecida pela inscrição "Petronella mart[yr]". Esta estrutura, localizado no território de Tor Marancia ao longo da Via delle Sette Chiese, foi descoberto em 1874.Uma outra região pré-constantiniana — uma das mais conhecidas da catacumba — é a conhecida como Hipogeu dos Flávios. Escavada no século II, este hipogeu, de caráter familiar e pagão, é composto por uma galeria ampla, caracterizada por uma rica decoração e na qual se abrem lateralmente quatro grandes nichos onde ficavam sarcófagos dos membros das mais importantes da família; no fundo ficava uma outra zona para as sepulturas dos servos e libertos. Outros importantes monumentos são o "Cubículo de Ampliado" e a região denominada como "Região da Escadaria do Mosaico".